# 세키노미야역
세키노미야역(일본어: 関ノ宮駅)은 일본 미에현 쓰시에 위치한 도카이 여객철도 메이쇼선의 철도역이다. 단선 승강장 1면 1선의 구조를 갖춘 지상역이다.

## 이용 현황
| 승차 인원 추이 | 승차 인원 추이 |
| 연도           | 1일 평균       |
| -------------- | -------------- |
| 1998           | 20             |
| 1999           | 21             |
| 2000           | 18             |
| 2001           | 19             |
| 2002           | 18             |
| 2003           | 16             |
| 2004           | 14             |
| 2005           | 13             |
| 2006           | 14             |
| 2007           | 14             |
| 2008           | 15             |
| 2009           | 13             |
| 2010           | 10             |
| 2011           | 10             |
| 2012           | 10             |
| 2013           | 10             |
| 2014           | 12             |

## 역 주변
- 쓰 시 하쿠산 청사

## 역사
- 1938년 1월 20일 : 국철의 역으로서 개업. 여객 영업만.
  - 당초는, 산구선 쓰 - 야마다 간 및 메이쇼선의 각 역을 발착하는 열차만 이용 가능하게 되었다.
- 1947년 10월 1일 : 여객 발착 제한을 폐지. 동시에 하물 취급 개시.
- 1951년 12월 15일 : 하물 취급 폐지.
- 1987년 4월 1일 : 일본국유철도 분할 민영화에 의해, 도카이 여객철도가 승계.

## 인접 역
| 도카이 여객철도 메이쇼선   | 도카이 여객철도 메이쇼선 | 도카이 여객철도 메이쇼선 |
| -------------------------- | ------------------------ | ------------------------ |
| 이세카와구치 마쓰사카 방면 | ■ 메이쇼선               | 이에키 이세오키쓰 방면   |